# Lijst van opgeheven spoorlijnen in België
Dit is een lijst van opgeheven spoorlijnen in België.
- 18: Genk-Goederen – Neerpelt – Achel – Eindhoven (NL) (tussen Genk en Neerpelt zou heropend worden volgens sommige versies van het Spartacusplan)
- 20: Y Beverst – Maastricht (NL) (zou heropend worden volgens sommige versies van het Spartacusplan)
- 21A: Genk – Maaseik
- 21B: As – Eisden-Mijnen
- 22: Tienen – Drieslinter – Diest
- 23: Drieslinter – Sint-Truiden – Tongeren
- 24A: Montzen – Ronheide
- 27A: Hoboken – Y Deurne
- 27B: Y Vrouwvliet – Antwerpen-Zuid
- 28A: Pannenhuis – Brussel-Thurn&Taxis
- 29: Turnhout – Tilburg (NL)
- 30: Zichem – Scherpenheuvel
- 31: Liers – Ans
- 32: Ans - Flémalle-Haute
- 34: Tongeren - Glaaien
- 36B: Fexhe-le-Haut-Clocher – Ans
- 38: Chênée – Plombières
- 38A: Battice – Verviers
- 39: Y Muhlbach – Botzelaer
- 39A: Moresnet – Kelmis
- 40A: Froidmont – Luik-Longdoz
- 44: Spa-Géronstère – Stavelot
- 45: Waimes – Trois-Ponts
- 45A: Jünkerath (D) – Weywertz
- 46: Lommersweiler – Steinebrück – Pronsfeld
- 47: Sankt-Vith – Lengeler – Troisvierges (L)
- 47A: Vielsalm – Born
- 48: Raeren - Sankt-Vith
- 54: Sint-Niklaas – Sint-Gillis-Waas – Terneuzen (NL)
- 55 : Gent Sint-Pieters - Terneuzen (NL)
- 55A: Zelzate – Eeklo
- 56: Grembergen – Sint-Niklaas
- 57: Aalst – Oudegem
- 58: Maldegem - Brugge
- 58A: Y Kanaal – Gent-Rabot
- 59: Antwerpen-Linkeroever – Zwijndrecht
- 59: Gent-Dampoort – Destelbergen
- 61: Kontich – Boom – Willebroek – Londerzeel – Aalst
- 62: Oostende – Torhout
- 63: Torhout – Kortemark – Ieper
- 64: Ieper – Roeselare
- 65 : Roeselare – Menen – Tourcoing (F)
- 66A: Ingelmunster – Waregem – Anzegem[1]
- 67: Komen – Armentières (F)
- 68: Komen – Lille-la Madeleine (F)
- 69: Poperinge – Hazebrouck (F)
- 69B: Warneton – Nieuwkerke
- 73: De Panne – Duinkerke (F)
- 73A: Tielt – Ingelmunster
- 74: Kaaskerke – Nieuwpoort-Bad
- 76: Adinkerke – Poperinge (aangelegd in WOI)
- 77: Zelzate - Sint-Gillis-Waas
- 77A: Lokeren – Moerbeke
- 79: Blaton – Quevaucamps

- 80: Blaton – Bernissart
- 81: Blaton – Aat
- 82: Aalst - Ronse gedeeltelijk opgebroken tussen Zottegem en Ronse
- 83: Kortrijk – Amougies
- 85: Wattrelos (F) – Leupegem
- 86: Gedeeltelijk opgebroken tussen Ronse en Basècles-Carrières
- 87: Zullik – Doornik
- 88: Antoing – Saint-Amand-les-Eaux (F)
- 88A: Doornik – Orchies (F)
- 90: Jurbeke – Saint-Ghislain
- 92: Péruwelz – Somain (F)
- 98: Bergen – Dour – Quiévrain
- 98A: Dour – Bavay (F)
- 99: Saint-Ghislain – Warquignies
- 100: Tertre – Maffle
- 102: Saint-Ghislain – Frameries
- 106: Klabbeek - Écaussinnes
- 107: Écaussinnes – Y Saint-Vaast
- 108: Binche – Erquelinnes
- 109: Cuesmes – Chimay
- 110: Piéton – Bienne-lez-Happart
- 111: Thuillies – Laneffe
- 112A: Y Bois-des-Vallees – Leval
- 113: Manage – Bascoup
- 114: Zinnik – Houdeng-Goegnies
- 115: Eigenbrakel – Klabbeek
- 115: Quenast – Roosbeek
- 119: Châtelet – Luttre
- 119A: Jumet – Marchienne-Est
- 120: Luttre – Trazegnies
- 121: Lambusart – Roux
- 123: Geraardsbergen – 's-Gravenbrakel
- 126: Statte – Ciney
- 127: Landen – Statte
- 128: Ciney – Yvoir
- 131: Gilly-Sart-Culpart – Bois-de-Nivelles
- 132: Treignes – Vireux-Molhain (F)
- 135: Walcourt – Pavillons
- 136: Walcourt – Florennes-Centraal
- 136A: Senzeille - Ermeton-sur-Biert
- 137: Acoz – Mettet
- 138: Châtelet – Florennes-Centraal
- 138A: Florennes-Centraal – Doische
- 140A: Châtelet – Lodelinsart
- 141: Seneffe – Court-Saint-Étienne
- 142: Namen – Tienen
- 142A: Namen – Saint-Servais
- 143: Noville-Taviers – Ambresin
- 150: Aisemont – Dinant
- 150: Houyet – Jemelle
- 153: Frameries – Pâturages
- 156: Hermeton-sur-Meuse – Momignies – Chimay – Anor (F)
- 160: Etterbeek – Tervuren
- 161B: Groenendaal – Groenendaal-Renbaan
- 163: Libramont – Sankt-Vith
- 163A: Y Orgéo – Carignan (F)
- 164: Bastogne-Nord – Benonchamps – Kautenbach (L)
- 165A: Herbeumont